# 五銭硬貨
五銭硬貨（ごせんこうか）は、かつて日本で発行された硬貨の額面の一つ。額面である5銭は1円の20分の1に当たる。発行されたものとしては、旭日竜五銭銀貨・旭日大字五銭銀貨・竜五銭銀貨・菊五銭白銅貨・稲五銭白銅貨・大型五銭白銅貨・小型五銭白銅貨・五銭ニッケル貨・五銭アルミ青銅貨・五銭アルミ貨・穴あき五銭錫貨・鳩五銭錫貨の12種類が存在し、その内銀貨が3種類、白銅貨が4種類あるなど、日本の戦前～終戦直後に発行された硬貨の中では最も変遷の激しい額面であったが、全体的に直径は小さめな傾向にある（最も大きい菊五銭白銅貨・稲五銭白銅貨・大型五銭白銅貨でも20.606mm）。1円未満であるため1953年（昭和28年）の小額通貨整理法によりいずれも通用停止となっており、現在は法定通貨としての効力を有さない。

## 旭日竜五銭銀貨
- 品位：銀80%、銅20%
- 量目：1.25g

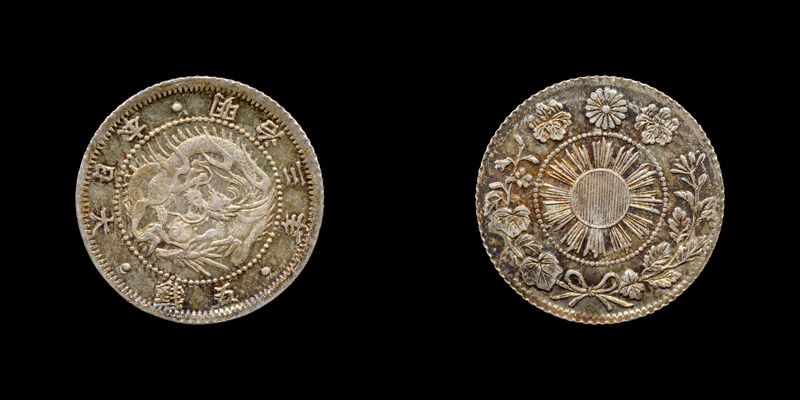
旭日竜五銭銀貨

- 直径：15.151mm（実測15.76mm）
- 図柄：竜図（阿竜）、年号、「大日本」、「五錢」（表面）、菊花紋章、桐紋、旭日、菊枝と桐枝（裏面）
- 周囲：ギザあり
- 発行開始：1871年（明治4年）（年銘は明治3年から）

1871年（明治4年）の新貨条例施行に伴い発行された貨幣の一つ。竜図は元首の象徴とされたことから貨幣の図柄に採用され、金貨・銀貨には口を大きく開けた阿竜が採用され、対して銅貨には吽竜が採用された。品位90%の貿易用一円銀貨に対し、補助銀貨として海外流出を防止する措置として品位を80%に下げ、量目も約7.2%削減されていた。同時に制定・発行された補助銀貨の旭日竜大型五十銭銀貨・旭日竜二十銭銀貨・旭日竜十銭銀貨とは同様のデザインであり、量目も比例関係にある。
しかしながら、旭日竜五銭銀貨はその系列のうち最も小型であり、当初製造された極印（刻印）が硬度が不足し、彫りも浅かったため、製造された明治3年銘の硬貨は非常に出来が悪く、竜の鱗が不明瞭なものがほとんどであった。実際、明治3年銘の旭日竜五銭銀貨は、製造上の理由により、一部分ギザがないものもある。明治4年銘の硬貨は作り直した極印を使用したが、それでもきれいに製造できる硬貨の数はわずかであった。
発行枚数・現存数が少ないため、古銭的価値は数万円レベルとなることがある。また明治3年銘のうち「明瞭ウロコ」のものは普通品よりプレミア価値が高い。

## 旭日大字五銭銀貨
- 品位：銀80%、銅20%
- 量目：1.25g

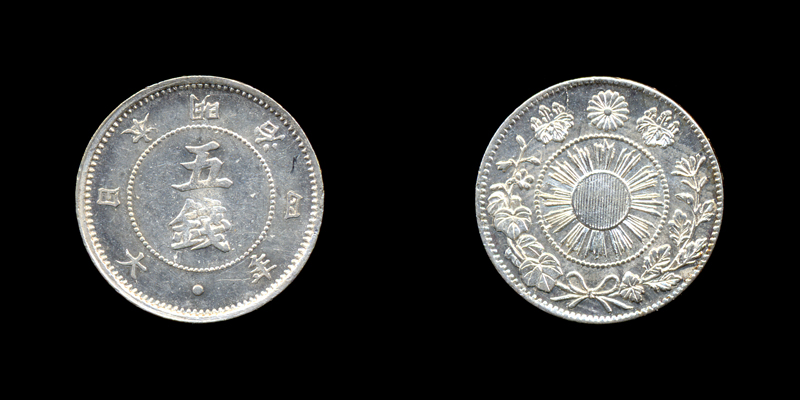
旭日大字五銭銀貨

- 直径：15.151mm（実測15.76mm）
- 図柄：「五錢」、年号、「大日本」、（表面）、菊花紋章、桐紋、旭日、菊枝と桐枝（裏面）
- 周囲：平滑
- 発行開始：1872年（明治5年）（年銘は明治4年）

1872年（明治5年）3月の新貨条例の改正に伴い発行された貨幣。前述の通り、旭日竜五銭銀貨が小さすぎて製造技術も未熟で製造が困難だったことから、竜図を廃止し額面金額である「五錢」の文字に改めて発行したもので、周囲のギザも廃止している。裏面は旭日竜五銭銀貨と同様のデザインとなっており、直径・量目も旭日竜五銭銀貨と全く同じである。手替わりとして前期と後期があり、前期の方が希少価値が高い。
なお、同年11月の改正で、量目のみ1.348gに変更したものが制定されたが、製造されなかった。

## 竜五銭銀貨
- 品位：銀80%、銅20%
- 量目：1.348g
- 直径：15.151mm

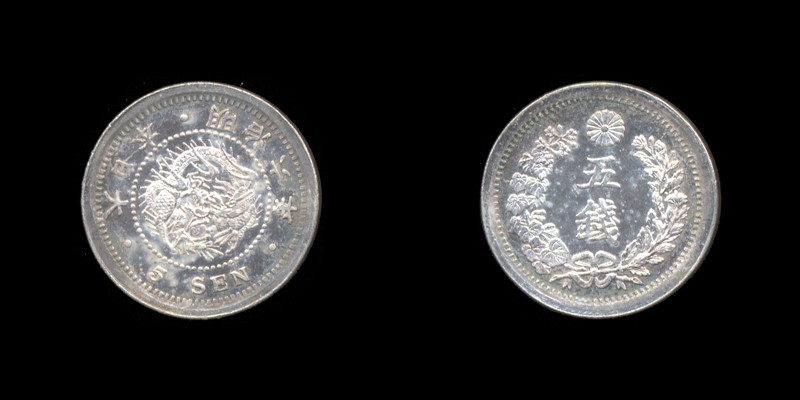
竜五銭銀貨

- 図柄：竜図（阿竜）、年号、「大日本」、「5SEN」（表面）、菊花紋章、菊枝と桐枝、「五錢」（裏面）
- 周囲：平滑
- 発行開始：1873年（明治6年）

1873年（明治6年）の新貨条例の改正に伴い発行された貨幣。量目が貿易用一円銀貨と比例関係になるように改正されており、実測の直径も縮小されている。国際化時代に即応するよう、表面に「5SEN」とアラビア数字とローマ字による額面金額が入っている。同時に制定された竜五十銭銀貨・竜二十銭銀貨・竜十銭銀貨とは同様のデザインであり、量目も比例関係にある。
竜図が復活しているが、これ以降の硬貨では、極印の材質が変更され硬度が保てるようになり、新しい英国製の圧印機を使用することにより、明治3年銘の硬貨のような不明瞭な出来の硬貨はなくなった。しかしながら、やはり直径が小さすぎて使い勝手が悪く不評だったため、他の竜銀貨が貨幣法制定後もしばらくは製造され続けたのに対し、竜五銭銀貨は実質的には1879年（明治12年）で製造は打ち切られてしまい（実際には1878年（明治11年）・1879年（明治12年）は明治10年銘で製造されているので明治11・12年銘は存在しない）、1889年（明治22年）の菊五銭白銅貨の発行までは、五銭硬貨は製造されなかった。『明治財政史』には、1877年（明治10年）から1897年（明治30年）9月までの間に流通不便貨幣として回収・鋳潰しの対象となった貨幣として、五銭銀貨・二銭銅貨（直径が大きすぎるため）・天保通宝・文久永宝の4種が挙げられており、五銭銀貨については主に1880年（明治13年）と1881年（明治14年）に回収・鋳潰しされている。
流通用としては明治6～10年銘の5種の年銘が発行されており、このうち明治7年銘は特年となっている。以下のような手替わりが見られる。
- 明治6年銘 - 普通品・跳明
- 明治8年銘（全て跳明） - 普通品・止銭
- 明治9年銘 - 普通品・跳明・止銭・跳明止銭
- 明治10年銘 - 普通品・半跳明

また、この他に流通用としては製造されず、極めて少数のみ製造された年銘として、明治13年銘と明治25年銘がある。このうち前者は記録上79枚のみ製造され現存数は数枚と推定され、後者はシカゴ博覧会用に2枚のみ製造されている。
現存数が少ないものから多いものへと順に旭日竜五銭銀貨、旭日大字五銭銀貨、竜五銭銀貨となるため、古銭的価値はその分下がることになるが、竜五銭銀貨でも各種の五銭白銅貨よりは古銭的価値が高く、また他の竜銀貨類よりも現存数が少ない分高い。

## 菊五銭白銅貨
- 品位：銅75%、ニッケル25%
- 量目：4.665g
- 直径：20.606mm

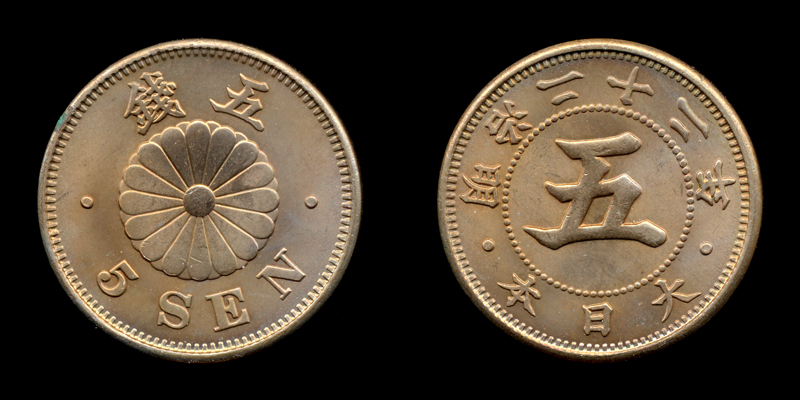
菊五銭白銅貨

- 図柄：菊花紋章、「五錢」、「5SEN」（表面）、「五」、「大日本」、年号（裏面）
- 周囲：平滑
- 発行開始：1889年（明治22年）

1888年（明治21年）の新貨条例（当時の名称は貨幣条例）の改正による貨幣。前述のように、それまでの五銭銀貨が小さすぎて流通に不便だったことを受け、貨幣材料として当時欧米で注目されていた白銅を用いて作られた貨幣であり、日本初の白銅貨である。白銅貨とすることによって流通に適する大きさとなり、小さすぎた五銭銀貨と大きすぎた二銭銅貨の穴を埋めるような位置づけとなった。それまで造幣局の技術指導にあたっていたお雇い外国人が日本を去った後、日本人局員だけで作り上げた初めての貨幣でもある。
表裏のデザインは竜図を用いないシンプルなデザインだったので、斬新であるという評価はうけたが、それが原因で偽造貨幣が大量に出回る事態となってしまい、1897年（明治30年）の貨幣法の制定とともに図案が改められた。
明治22年銘から30年銘まで連続して9種類の年銘が全て存在するが、このうち28年銘は最も希少価値が高く、29・30年銘もやや希少価値が高い。

## 稲五銭白銅貨
- 品位：銅75%、ニッケル25%
- 量目：4.665g
- 直径：20.606mm

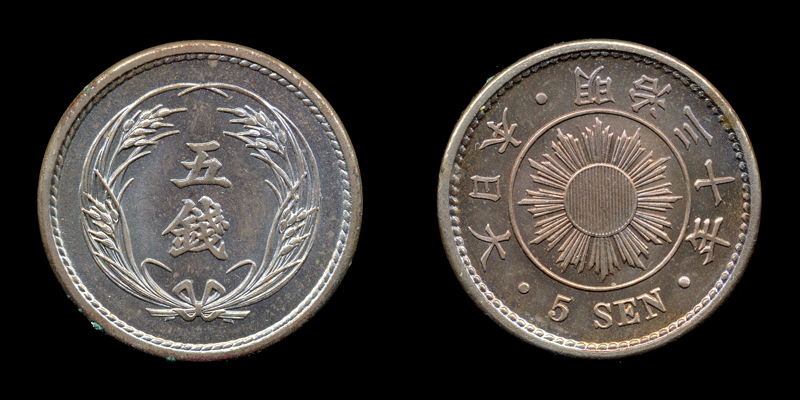
稲五銭白銅貨

- 図柄：稲穂、「五錢」、「5SEN」（表面）、旭日、年号、「大日本」、「5SEN」（裏面）
- 周囲：平滑
- 発行開始：1897年（明治30年）

1897年（明治30年）の貨幣法の制定により発行された貨幣。直径・量目・材質は前代の菊五銭白銅貨と全く同じであるが、前述のように、菊五銭白銅貨のデザインがシンプルなため偽造貨幣が大量に出回っていたことを受け、表裏のデザインを全面的により複雑なものに改めた。これとほぼ同様のデザインが翌1898年（明治31年）制定の稲一銭青銅貨にも用いられているが、旭光線のデザインは異なっている。戦前発行の硬貨としては珍しく、表裏のデザインに菊花紋章がない硬貨となっている。
しかしながら、当時旧貨幣となっていた菊五銭白銅貨を積極的に回収していたわけではないため、市中では依然として菊五銭白銅貨が流通していた。そのため稲五銭白銅貨の発行枚数はあまり多くなく、全体的に菊五銭白銅貨と比較すると希少価値が高めである。そして当時も菊五銭白銅貨のみならず稲五銭白銅貨も偽造が絶えなかった。加えて1906年（明治39年）から発行された旭日二十銭銀貨と直径が非常に近くて紛らわしいという問題も浮上した。
流通用としては1905年（明治38年）まで製造され、年銘もその期間の分が連続して9種類全て存在するが、このうち明治36年銘は最も希少価値が高く、明治37年銘がそれに次ぐ。なおこの他に明治39・42年銘が存在するが、これらは流通用ではなく、製造枚数・現存枚数が非常に少ない。

## 大型五銭白銅貨
- 品位：銅75%、ニッケル25%
- 量目：4.275g
- 直径：20.606mm
- 孔径：4.20mm

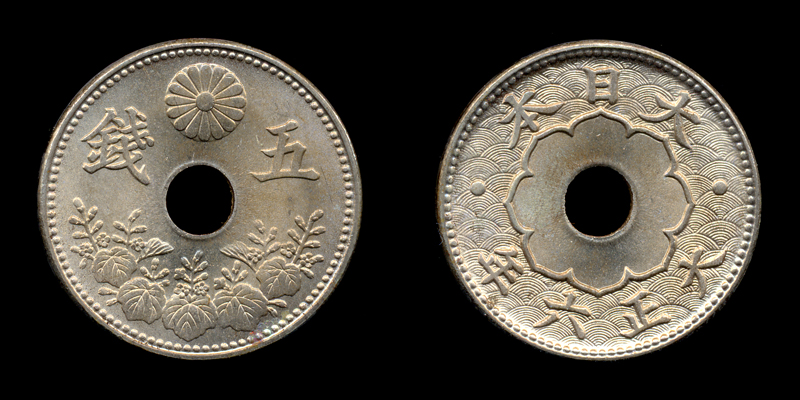
大型五銭白銅貨

- 図柄：菊花紋章、桐、「五錢」（表面）八稜鏡、青海波、「大日本」、年号（裏面）
- 周囲：平滑
- 発行開始：1917年（大正6年）

1916年（大正5年）の貨幣法の改正により発行された貨幣。前述の菊・稲五銭白銅貨の偽造問題と、旭日二十銭銀貨との直径の近さといった問題の対策として、造幣局創業以来初めて有孔式としたもので、模様に関しても偽造防止の意味も含めて裏面に細かい青海波が採用されている。この貨幣からアラビア数字とローマ字の「5SEN」の文字は廃された。1917年（大正6年）から1920年（大正9年）まで発行された。ここまでの五銭白銅貨は希少性がそれなりにあるため、買取業者によっては個別の値段で買い取られることもある。

## 小型五銭白銅貨
- 品位：銅75%、ニッケル25%
- 量目：2.625g
- 直径：19.091mm
- 孔径：3.90mm

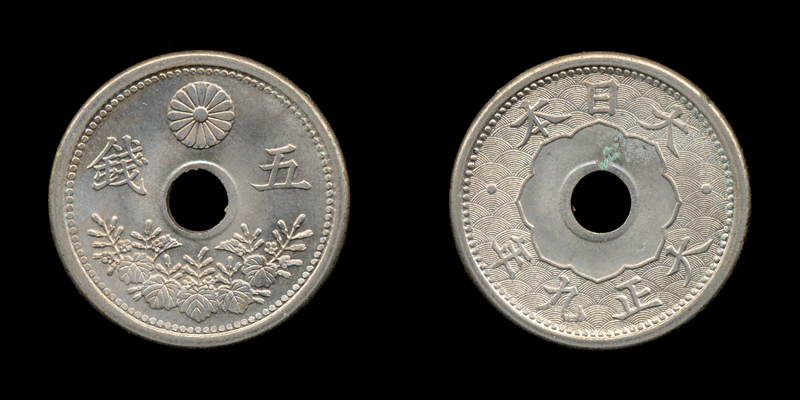
小型五銭白銅貨

- 図柄：菊花紋章、桐、「五錢」（表面）、八稜鏡、青海波、「大日本」、年号（裏面）
- 周囲：平滑
- 発行開始：1920年（大正9年）

1920年（大正9年）の貨幣法の改正により発行された貨幣で、同年に登場した十銭白銅貨とのバランスを取るために表裏のデザインはほぼそのままに小型化したもの。1923年（大正12年）までは連続して製造され、その後製造が中断し、1931年（昭和6年）の満州事変の影響で好景気となり補助貨に対する需要が増加したために翌1932年（昭和7年）に製造が再開された。その次の1933年（昭和8年）にはニッケル貨に改められたため、この小型五銭白銅貨は大正9～12年銘と昭和7年の合計5種類の年銘が存在する。

## 五銭ニッケル貨
- 品位：純ニッケル
- 量目：2.8g
- 直径：19mm
- 孔径：5mm

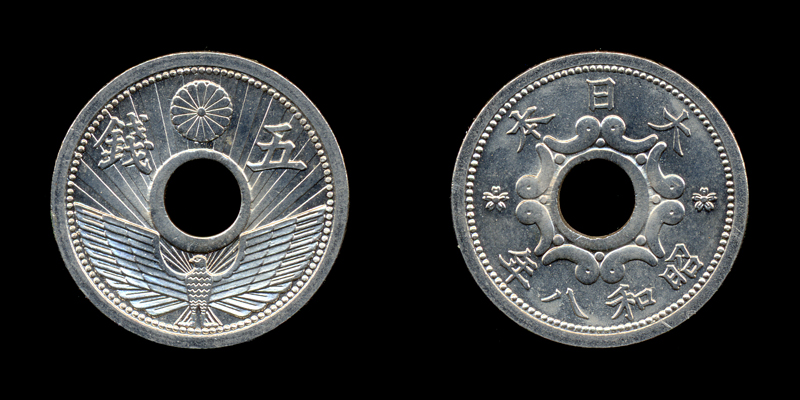
五銭ニッケル貨

- 図柄：菊花紋章、旭光、金鵄、「五錢」（表面）、勾玉連環、桜、「大日本」、年号（裏面）
- 周囲：平滑
- 発行開始：1933年（昭和8年）

1933年（昭和8年）の貨幣法の改正により発行された貨幣で、貨幣法による最後の五銭硬貨である。材質をニッケルとしたのは、満州事変をきっかけとして日本は準戦時体制に入っており、そのため軍事物資として不可欠なニッケルの備蓄の意味を含めたものである。図案は一般公募作品であるが、この改正により同時に制定された十銭ニッケル貨とは別のデザインとなっている。
1938年（昭和13年）まで発行されたが、最後の年銘の昭和13年銘は発行されたものの、軍需用材料とするため日本銀行から引き揚げられ、そのほぼ全てが鋳潰されたため流通せず、数枚が現存するのみとなっている。そのため現在通常見られる年銘は昭和8年銘から12年銘までの5種類である。

## 五銭アルミ青銅貨
- 品位：銅95%、アルミニウム5%
- 量目：2.8g
- 直径：19mm
- 孔径：4mm

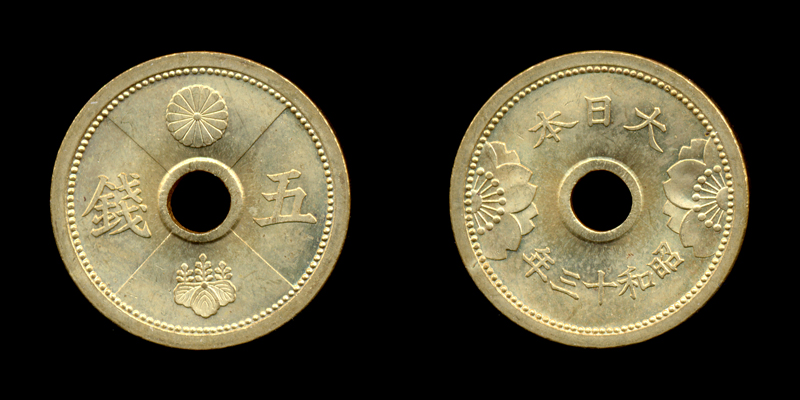
五銭アルミ青銅貨

- 図柄：菊花紋章、桐紋、「五錢」（表面）、左右に二分した二重桜花、「大日本」、年号（裏面）
- 周囲：平滑
- 発行開始：1938年（昭和13年）

1937年（昭和12年）に勃発した日中戦争（支那事変）により、政府は軍需材料として重要な金属の確保に迫られ、その影響で1938年（昭和13年）に制定された臨時通貨法により制定・発行されたもで、前代の五銭ニッケル貨を鋳潰して軍事用のニッケルを確保するために発行された。これも図案は一般公募作品である。この貨幣の材質であるアルミ青銅はフランスの発行例に倣ったものである。1940年（昭和15年）まで製造・発行された。

## 五銭アルミ貨
- 品位：純アルミニウム

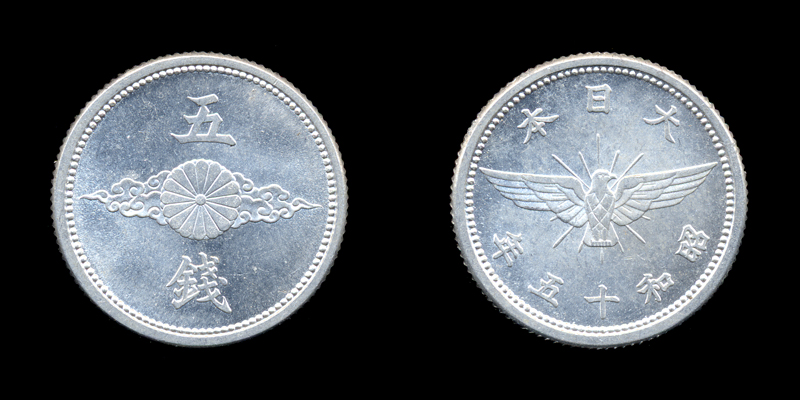
五銭アルミ貨

- 量目：1.2g→1g（1941年（昭和16年）後期より）→0.8g（1943年（昭和18年）より）
- 直径：19mm
- 図柄：菊花紋章、瑞雲、「五錢」（表面）、金鵄、「大日本」、年号（裏面）
- 周囲：ギザあり
- 発行開始：1940年（昭和15年）

時代は第二次世界大戦・太平洋戦争に突入する中、戦略物資としての銅を確保するため、材質をアルミニウムに変更したもの。戦況の悪化と航空機用アルミニウムの不足を補うため、2度にわたり量目の削減が行われている。1943年（昭和18年）で製造が中止されて穴あき五銭錫貨に引き継がれている。
その後、終戦直後の1945年（昭和20年）に一銭錫貨と共に再び製造が行われているが、終戦直後の製造分については、国名表記が「大日本」で戦前色の濃いデザインであるとの指摘がGHQからあり、発行されずにほぼ全てが鋳潰されているため、その現存数は極めて少ない。
年銘と量目で分類すれば次の種類がある。
- 昭和15年銘、1.2g
- 昭和16年銘、1.2g
- 昭和16年銘、1.0g - 発行・現存枚数が少ない「特年」
- 昭和17年銘、1.0g
- 昭和18年銘、0.8g
- （昭和20年銘、0.8g - 発行されず）

## 穴あき五銭錫貨
- 品位：錫93%、亜鉛7%
- 量目：1.95g
- 直径：17mm
- 孔径：4mm

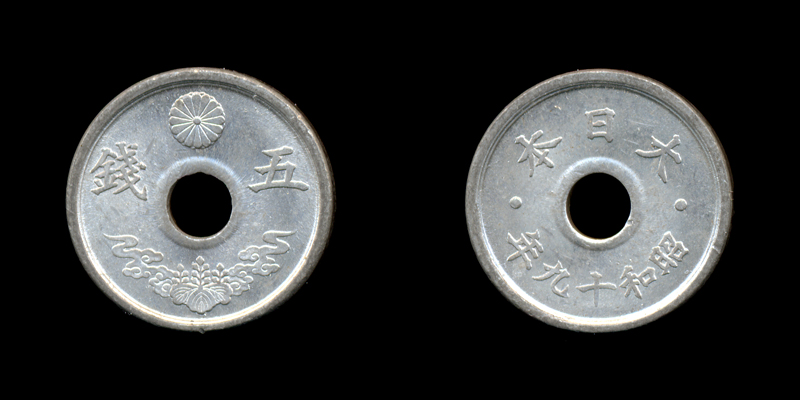
穴あき五銭錫貨

- 図柄：菊花紋章、桐紋、瑞雲、「五錢」（表面）、「大日本」、年号（裏面）
- 周囲：平滑
- 発行開始：1944年（昭和19年）

当時の著しい戦況悪化による物資不足に伴い、アルミニウムを貨幣素材とする余裕もなくなったことから、当時の日本が占領下においた東南アジアで豊富に産出した錫を用いて製造したものである。表裏のデザインは同時期の十銭錫貨と同じとなっている。錫に少量の亜鉛を混ぜた組成も十銭錫貨と同じで、長期間の使用にはとても耐えられないほど軟らかく、本来貨幣には適さない金属であったが、当時もはや貨幣素材としての適性を考慮する余裕がなかったことから錫貨がやむなく発行された。戦況が更に悪化すると錫の調達も困難な状況になったことから、穴あき五銭錫貨は十銭錫貨と共に発行開始と同年の1944年（昭和19年）のうちに製造中止となり、日本の造幣局は辛うじて一銭錫貨のみ製造を続けるという状況となり、5銭の法定通貨としては紙幣（日本銀行券）であるい五錢券が新たに製造・発行されることになった。

## 鳩五銭錫貨
- 品位：錫93%、亜鉛7%
- 量目：2g
- 直径：17mm

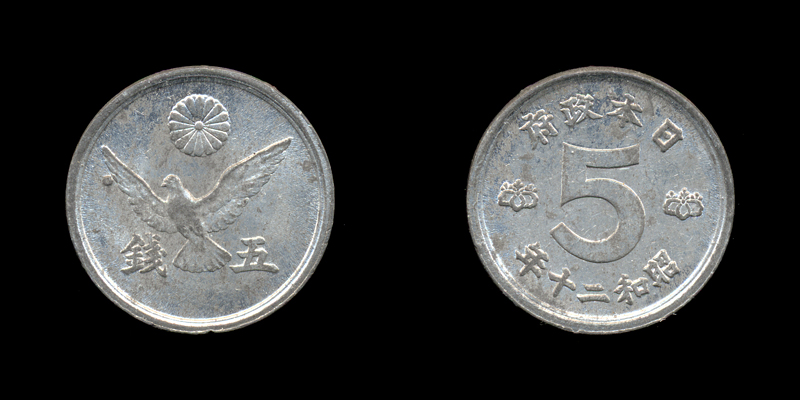
鳩五銭錫貨

- 図柄：菊花紋章、鳩、「五錢」（表面）、桐紋、「５」、「日本政府」、年号（裏面）
- 周囲：平滑
- 発行開始：1945年（昭和20年）

敗戦後、当時のGHQの承認の上でデザインを決定して発行したもの。国名表記は「大日本」から「日本政府」に変更されている。造幣局のわずかな手持ち資材を使用したもので、組成は穴あき五銭錫貨と同じであるが、錫は国内からの産出量が少ないため、いずれ手持ち資材が枯渇すれば貨幣の製造を続けられなくなることはわかっていた。発行翌年の1946年（昭和21年）には手持ちの材料を使用しきって製造を中止し、日本最後の五銭硬貨となった。
この後は、5銭の法定通貨としては紙幣（日本銀行券）であるA五銭券が登場したものの、当時既にインフレーションにより額面金額5銭の法定通貨の需要はごく僅かとなっていたこともあってA五銭券もすぐに製造中止となり、銭単位の紙幣や硬貨が取引上ほとんど利用されない状態となった。そして最終的には1953年（昭和28年）に小額通貨整理法が制定され、この時五銭硬貨を含む銭・厘単位の硬貨・紙幣が全て通用停止となった。

## 未発行貨幣・試鋳貨幣等

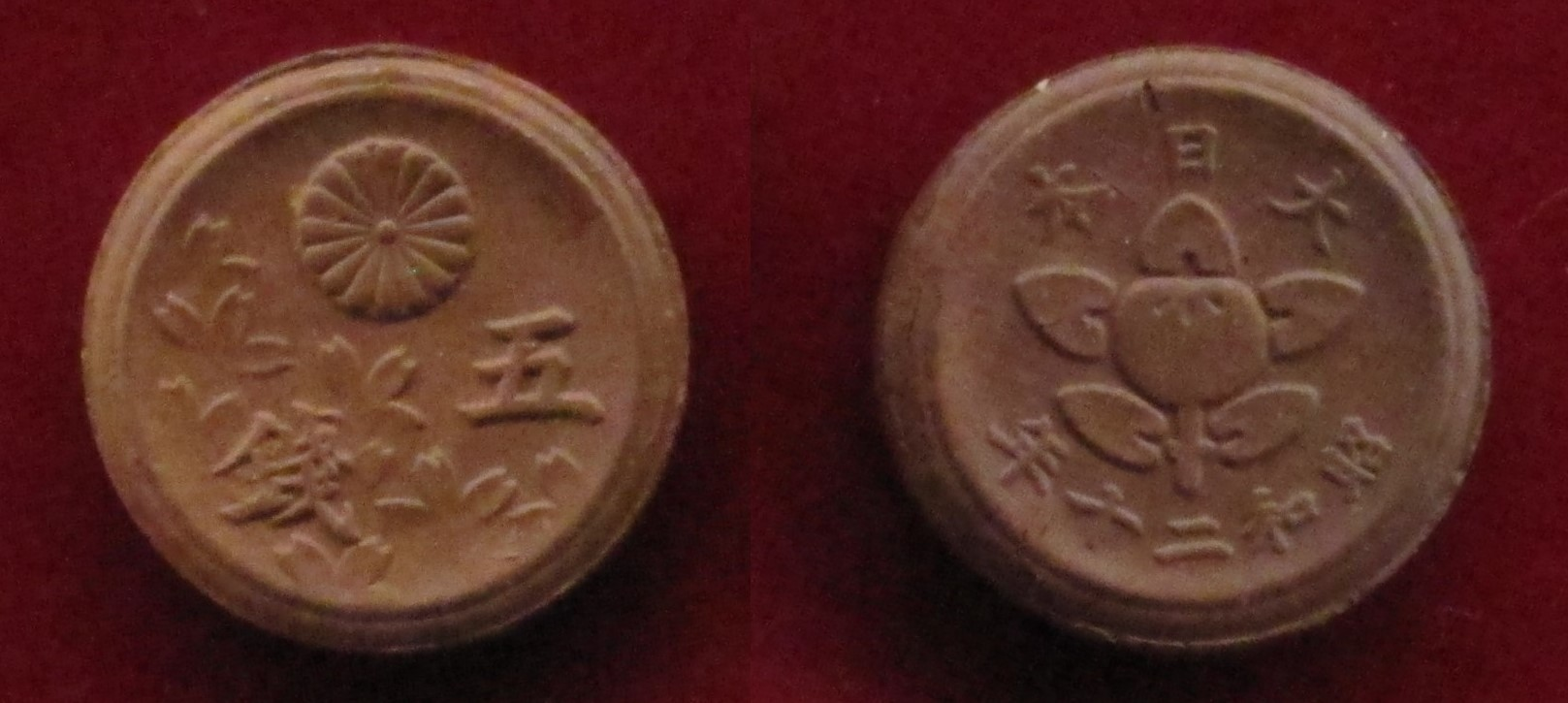
五銭陶貨

表現は異なるが実質的に同一額面の「二十分一円」も含む。
- 二十分一円銀貨（品位：銀80%・銅20%、直径：14.24mm、量目：1.28g） - 明治2年銘の毛彫の試作貨。表面は旭日竜五銭銀貨と大まかには同一のデザインで額面表記は「二十分一」、裏面は中央の旭日を菊紋・桐紋それぞれ5つずつで囲んだものである[3]。またそれと大まかには同様のデザインで明治3年銘の打製の白銅製の試鋳貨も存在する[3]。
- 五銭銀貨（品位：銀80%・銅20%、直径：15.151mm、量目：1.348g） - 1872年（明治5年）11月の新貨条例の改正によるもの。旭日大字五銭銀貨と同一図案で量目のみ貿易用一円銀貨と比例関係になるように変更したものだが、このときの改正では五十銭銀貨（旭日竜小型五十銭銀貨）が製造発行されたのみで、このときの改正による五銭銀貨は試作品すら製造されなかった。
- 五銭白銅貨 - 明治21年銘。1889年（明治22年）発行の菊五銭白銅貨とほぼ同じ図案だが、文字の書体の雰囲気が異なる。
- 五銭白銅貨（品位：銅75%・ニッケル25%、直径：20.3mm、量目：4.5g） - 明治28年銘。1897年（明治30年）発行の稲五銭白銅貨に似るが、表面の額面表記がデザイン化された「五」の文字となっており、裏面の周囲の文字に漢数字による額面の「五錢」が加わっている点が異なる[3]。
- 五銭白銅貨 - 明治29年銘。表面は1897年（明治30年）発行の稲五銭白銅貨と同じだが、裏面については周囲の文字に漢数字による額面の「五錢」が加わっている点が異なる。
- 五銭白銅貨（品位：銅75%・ニッケル25%、直径：20.6mm、量目：4.27g） - 有孔。大正5年銘。1917年（大正6年）発行の大型五銭白銅貨に似るが、表面に唐草が、裏面に桜花が加わっている点が異なる[3]。
- 五銭白銅貨 - 有孔。大正5年銘。1917年（大正6年）発行の大型五銭白銅貨とほぼ同じだが、裏面の文字がやや小さめなどの点が異なる。
- 五銭ニッケル貨（品位：純ニッケル、直径：19mm、量目：2.8g） - 有孔。昭和8年銘。発行された十銭ニッケル貨と同様のデザイン[4]。
- 五銭ニッケル貨（品位：純ニッケル、直径：19mm、量目：2.8g） - 有孔。昭和8年銘。ほとんど通用貨と同じであるが、表面の金鵄の上部の旭光が端まで達していない[4]。
- 五銭アルミ青銅貨（品位：銅・アルミニウムから成るが比率不明、直径：19mm、量目：2.4g） - ギザあり、穴なし。昭和13年銘。表面は1941年（昭和16年）発行の富士一銭アルミ貨と同一デザインで、既にこの時に発案されていたものである。裏面は旭日とそれを囲む桜花と「大日本」と年号で、旭光線が端まで達している[4]。
- 五銭アルミ貨（品位：純アルミニウム、直径：19mm、量目：1.2g） - ギザあり。上の貨幣と同じデザインでアルミで製作したもの[4]。
- 五銭ニッケル貨（品位：純ニッケル、直径：19mm、量目：3g） - 穴なし。上の貨幣と同じデザインでアルミで製作したもの[4]。
- 五銭アルミ貨（品位：純アルミニウム、直径：19mm、量目：1.07g） - 昭和13年銘。表面は1940年（昭和15年）発行の菊十銭アルミ貨と同一デザイン、裏面は上の貨幣と同じデザインである。
- 五銭アルミ貨（品位：純アルミニウム、直径：19mm、量目：1.18g） - 昭和13年銘。表面は菊紋とその左右に隷書体の「五錢」、裏面は上の貨幣と同じデザインである。
- 五銭アルミ貨（品位：純アルミニウム、直径：19mm、量目：1.2g） - ギザあり。昭和14年銘。表面は菊紋とその左右に隷書体の「五錢」、裏面は1940年（昭和15年）発行の菊十銭アルミ貨と同一デザインである[4]。
- 五銭アルミ貨（品位：純アルミニウム、直径：19mm、量目：1.2g） - ギザあり。昭和14年銘。表面は1941年（昭和16年）発行の富士一銭アルミ貨と同一デザインで、裏面は1940年（昭和15年）発行の菊十銭アルミ貨と同一デザインである[4]。
- 五銭黄銅貨（品位：銅・亜鉛から成るが比率不明、直径：19mm、量目：3g） - 昭和14年銘。表裏とも1940年（昭和15年）発行の菊十銭アルミ貨と同一デザインで、黄銅で製作したもの[4]。
- 五銭ニッケル貨（品位：純ニッケル、直径：19mm、量目：3.1g） - 穴なし。昭和14年銘。表裏とも1940年（昭和15年）発行の菊十銭アルミ貨と同一デザインで、ニッケルで製作したもの[4]。
- 五銭アルミ貨（品位：純アルミニウム、直径：19mm、量目：1.2g） - ギザあり。昭和14年銘。表裏とも1940年（昭和15年）発行の菊十銭アルミ貨と同一デザインで、額面を5銭としてアルミで製作したもの[4]。
- 五銭アルミ貨（品位：純アルミニウム、直径：19mm、量目：1.55g） - 昭和14年銘。表面は1940年（昭和15年）発行の菊十銭アルミ貨と同一デザインであるが、裏面は上に「大日本」、下に年号と、中央は八稜形の周囲に旭光線、その左右に小さな桜花というデザインとなっている。
- 五銭陶貨（品位：大学粘土90%・褐鉄鉱10%、直径：18mm、量目：1.3g） - 昭和20年銘。表面は菊紋・桜花・「五錢」、裏面は橘・「大日本」・年号（表裏のデザインは他にも数種あり）。戦局の悪化に伴って貨幣素材とする金属が極端に不足したために製造されたもの。愛知県瀬戸輸出陶器株式会社にて製造されたが、大量生産までには至らず、結局発行されなかった。